# Discografia di Natalie Imbruglia
Questa pagina contiene la discografia della cantante australiana Natalie Imbruglia.

## Album in studio
- 1997 – Left of the Middle
- 2001 – White Lilies Island
- 2005 – Counting Down the Days
- 2009 – Come to Life
- 2015 – Male
- 2021 – Firebird

## Raccolte
- 2007 – Glorious: The Singles 1997-2007

## Extended play
- 2007 – Live from London[1]

## Singoli
| Anno                                                                                       | Titolo                 | Posizione massima | Posizione massima | Posizione massima | Posizione massima | Posizione massima | Posizione massima | Posizione massima | Posizione massima | Posizione massima | Posizione massima | Album                       |
| Anno                                                                                       | Titolo                 | UK                | AUS               | FRA               | GER               | ITA               | NL                | NZ                | SWE               | SWI               | US                | Album                       |
| ------------------------------------------------------------------------------------------ | ---------------------- | ----------------- | ----------------- | ----------------- | ----------------- | ----------------- | ----------------- | ----------------- | ----------------- | ----------------- | ----------------- | --------------------------- |
| 1997                                                                                       | Torn                   | 2                 | 2                 | 4                 | 4                 | 2                 | 3                 | 5                 | 1                 | 2                 | 42                | Left of the Middle          |
| 1998                                                                                       | Big Mistake            | 2                 | 6                 | —                 | —                 | 11                | 43                | 19                | 24                | —                 | —                 | Left of the Middle          |
| 1998                                                                                       | Wishing I Was There    | 19                | 24                | 56                | 68                | 27                | 77                | 40                | —                 | —                 | —                 | Left of the Middle          |
| 1998                                                                                       | Smoke                  | 5                 | 42                | —                 | —                 | —                 | —                 | —                 | —                 | —                 | —                 | Left of the Middle          |
| 2001                                                                                       | That Day               | 11                | 10                | —                 | —                 | 14                | 87                | —                 | 34                | 75                | —                 | White Lilies Island         |
| 2002                                                                                       | Wrong Impression       | 10                | 33                | 90                | —                 | 25                | 83                | 10                | —                 | 41                | 64                | White Lilies Island         |
| 2002                                                                                       | Beauty on the Fire     | 26                | 78                | —                 | —                 | 21                | —                 | —                 | —                 | —                 | —                 | White Lilies Island         |
| 2005                                                                                       | Shiver                 | 8                 | 19                | 34                | 52                | 6                 | 64                | —                 | —                 | 36                | —                 | Counting Down the Days      |
| 2005                                                                                       | Counting Down the Days | 23                | 52                | —                 | —                 | 25                | —                 | —                 | —                 | 90                | —                 | Counting Down the Days      |
| 2007                                                                                       | Glorious               | 23                | —                 | —                 | —                 | 9                 | —                 | —                 | —                 | 92                | —                 | Glorious: The Singles 97–07 |
| 2009                                                                                       | Want                   | 88                | —                 | —                 | —                 | 6                 | —                 | —                 | —                 | —                 | —                 | Come to Life                |
| 2015                                                                                       | Instant Crush          | —                 | —                 | 150               | —                 | —                 | —                 | —                 | —                 | —                 | —                 | Male                        |
| "—" indica che quel singolo non si è classificato oppure non è stato uscito in quel Paese. |                        |                   |                   |                   |                   |                   |                   |                   |                   |                   |                   |                             |

### Singoli promozionali
| Anno | Titolo        | Album               |
| ---- | ------------- | ------------------- |
| 1999 | Identify      | Stigmata soundtrack |
| 2009 | Wild About It | Come to Life        |

## Partecipazioni
- 1999 – Troubled By the Way We Came Together nella colonna sonora di Go - Una notte da dimenticare
- 1999 – Never Tear Us Apart in Reload con Tom Jones
- 1999 – Identify nella colonna sonora di Stigmate
- 2001 – Cold Air nella colonna sonora di Y tu mamá también
- 2005 – Pineapple Head nell'album tributo a Tim Finn & Neil Finn She Will Have Her Way
- 2007 – All the Magic nel film Winx Club - Il segreto del regno perduto

## Video musicali
| Year | Anno                                 | Regista/i          |
| ---- | ------------------------------------ | ------------------ |
| 1997 | "Torn"                               | Alison MacLean     |
| 1998 | "Big Mistake"                        | Alison MacLean     |
| 1998 | "Wishing I Was There" (U.K. version) | Alison MacLean     |
| 1998 | "Wishing I Was There" (U.S. version) | Matthew Rolston    |
| 1998 | "Smoke"                              | Matthew Rolston    |
| 1999 | "Identify"                           | Samuel Bayer       |
| 2001 | "That Day" (Version one)             | Big TV!            |
| 2001 | "That Day" (Version two)             | John Hillcoat      |
| 2002 | "Wrong Impression"                   | Francis Lawrence   |
| 2002 | "Beauty on the Fire"                 | Mike Lipscombe     |
| 2005 | "Shiver"                             | Jake Nava          |
| 2005 | "Counting Down the Days"             | Giuseppe Capotondi |
| 2007 | "Glorious"                           | Frank Borin        |
| 2009 | "Wild About It"                      | Mike Baldwin       |
| 2009 | "Want"                               | Diane Martel       |
| 2010 | "Scars" (Non pubblicato)             | Max & Dania        |
| 2015 | "Instant Crush"                      | Joe Stephenson     |